# Nekonferenca
Nekonferenca je konferenca, pri kateri vsebino in vodenje srečanja določajo udeleženci, običajno za vsak dan posebej, torej je ne določajo organizatorji že pred samim dogodkom. Tehnika odprtega prostora je najbolj pogosta metoda izvajanja nekonference. Udeleženci nekonference lahko pred samim dogodkom na spletnih straneh, ki jih postavijo organizatorji, predlagajo teme, ki jih želijo predstaviti ali pa bi želeli, da jih predstavijo drugi. Na spletnih straneh je lahko razviden tudi seznam udeležencev.

## Zgodovina
Termin nekonferenca se je prvič pojavil v napovedi vsakoletne konference razvijalcev XML leta 1998. Lenn Pryor je izraz uporabil, ko je govoril o BloggerCon
, še bolj pa je izraz med ljudi razširil Dave Winer, organizator BloggerCon, v recenziji aprila 2004.

## Metoda
Na začetku dogodka organizatorji predstavijo namen srečanja in splošna pravila, in sicer začetek in konec srečanja, odmore, potek srečanja itd.
Eno izmed temeljnih pravil nekonference je zakon dveh nog: Oseba, ki ne uči in ne sodeluje v skupinski diskusiji se mora udeležiti druge nekonference.

## Metode izvajanja
Nekonferenca se lahko izvaja s pomočjo različnih metod:
1. odprti prostor Arhivirano 2009-03-03 na Wayback Machine.
2. world cafe
3. Knowledge Cafe
4. Appreciative Inquiry

## Dodatna literatura
1. http://nekonferenca.blogspot.com/
2. Fernandez, K. (2007). The ultimate roundtable. New York: Associations Now, Vol. 3, Issue 12, str: 55-60.
3. Craig, K. (2006). The Do It Yourself Conference. Business Source Premier, 7, issue 5
4. Kiresner, S. (2007). Take your PowerPoint and…; Cheap, udiene-driven »uniconferences« are shaking up the convention biz. New York: Businees Week, 4034; str: 73.
5. Boone, M. E. (¸2007). Planning The Unconference. Successful Meetings, 56, 24
6. http://www.unconference.net/
7. http://scripting.wordpress.com/2006/03/05/what-is-an-unconference/
8. http://www.digital-web.com/articles/understanding_the_unconference/